# Michelle Wu (Politikerin)

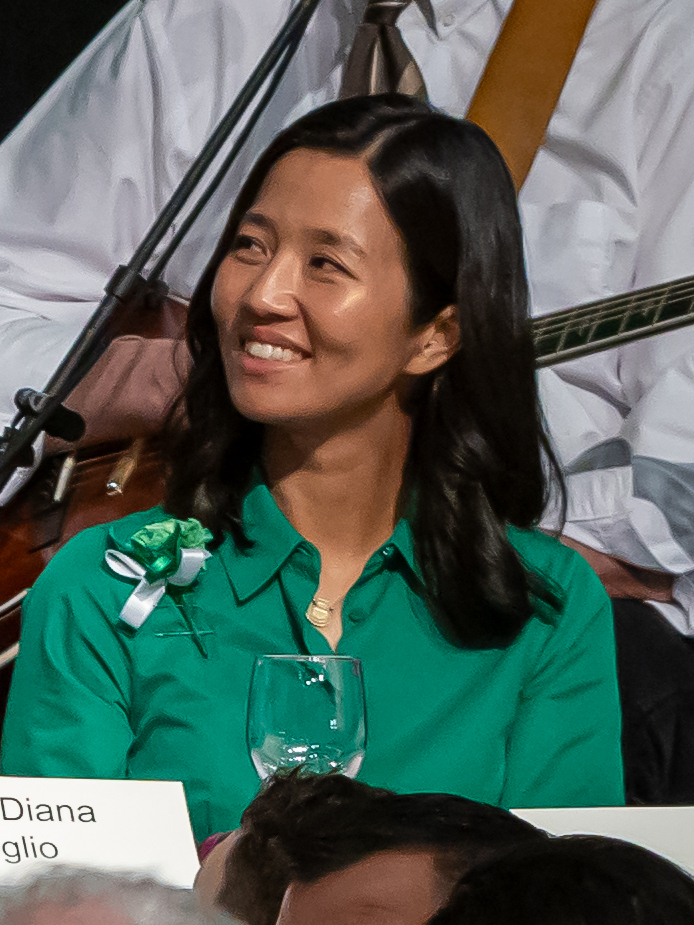
Michele Wu (2024)

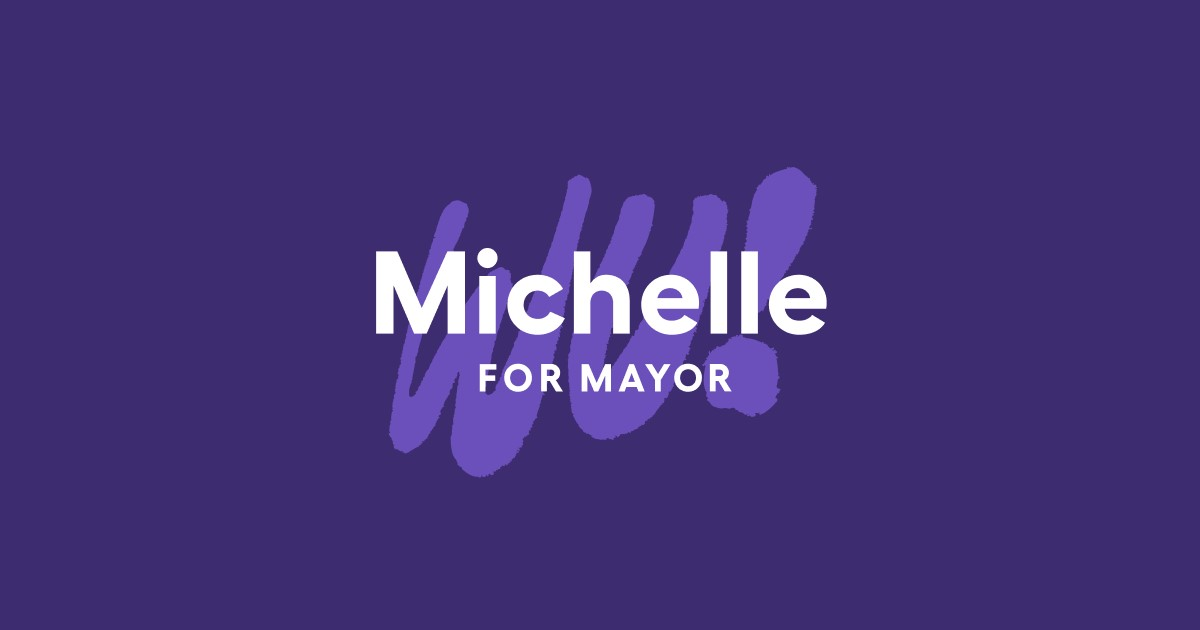
Wahlkampfplakat (2021)

Michelle Wu (chinesisch: 吳弭; geboren am 14. Januar 1985 in Chicago) ist eine amerikanische Politikerin, die seit 2021 als Bürgermeisterin von Boston, Massachusetts, amtiert. Die Tochter taiwanesischer Einwanderer war die erste asiatisch-amerikanische Frau, die von 2014 bis 2021 dem Stadtrat von Boston angehörte und von 2016 bis 2018 dessen Präsidentin war. Sie ist die erste Frau und die erste nicht-weiße Person, die zum Bürgermeister von Boston gewählt wurde. Mit 36 Jahren war sie auch die jüngste Person, die seit fast einem Jahrhundert in dieses Amt gewählt wurde. Wu ist Mitglied der Demokratischen Partei. Wu gilt als politisch progressiv und ist ein Protegé von Elizabeth Warren. Warren war eine von Wus Professoren an der juristischen Fakultät, und Wu arbeitete 2012 an Warrens Kampagne für den US-Senat mit.

## Bürgermeisterin von Boston
Als Befürworterin eines kommunalen „Green New Deal“ (Boston Green New Deal) unterzeichnete Wu als Bürgermeisterin eine Verordnung, nach der städtische Investitionen von Unternehmen abgezogen werden sollen, die mehr als 15 Prozent ihrer Einnahmen aus fossilen Brennstoffen, Tabakprodukten oder Gefängniseinrichtungen beziehen. Sie kündigte außerdem an, dass die Stadt 2 Milliarden Dollar für Schulbauprojekte im Rahmen eines „Green New Deal“ für die öffentlichen Schulen der Stadt ausgeben wird. In ihrer Funktion als Bürgermeisterin hat sie sich auch für mehr erschwinglichen Wohnraum in der Stadt eingesetzt und Maßnahmen zur Bekämpfung der COVID-19-Pandemie in der Stadt ergriffen. Als Befürworterin des gebührenfreien öffentlichen Nahverkehrs hat Wu einen vierjährigen gebührenfreien Service auf drei MBTA-Buslinien finanziert und damit ein Pilotprogramm für eine einzige Strecke erweitert, das bereits unter Kim Janeys vorheriger Amtszeit als Bürgermeisterin gestartet worden war. Wu unterzeichnete eine Durchführungsverordnung, in der die Formel festgelegt wurde, nach der Bauträger, die in der Innenstadt bauen, zur Finanzierung von Kinderbetreuungseinrichtungen in der Stadt beitragen müssen, und die auf einer jahrzehntealten Politik aufbaut, der es zuvor an der erforderlichen Spezifität mangelte. Wu erzielte auch eine Vertragsvereinbarung mit der Boston Police Patrolmen's Association, die die Zustimmung der Gewerkschaft zu bedeutenden Reformen innerhalb des Boston Police Department sicherte.